# Dixon Denham
Dixon Denham, född 1 januari 1786, död 8 maj 1828, var en brittisk upptäcktsresande.
Denham deltog i Hugh Clappertons resor och blev 1827 guvernör i Sierra Leone men dog året därpå i feber. Denham utgav tillsammans med Clapperton Narrative of travels and discoveries in Northen and Central Africa (1826).